# Dark Island (Alaska)
Dark Island ist eine Insel des Kodiak-Archipels in Alaska in den Vereinigten Staaten. Sie ist nördlich der Insel Shuyak vorgelagert, nur durch die Dark Passage von dieser getrennt. Die Insel ist 89 ha groß und unbewohnt.